# Восток (залив)
Вижте пояснителната страница за други значения на Восток.
Восток e залив, част от по-големия залив Петър Велики. Намира се западно от град Находка и полуостров Трудний.
Макар че заливът е сравнително малък (дължина 15 km и ширина 6 km) растителното и животинското разнообразие тук е голямо. Това може да се обясти с климатичните и хидроложките особености на района. През 1989 г. е създаден морски заказник Восток.
Бреговете на залива са известна дестинация за летовници от руския Далечен изток.